# Haworthia herbacea var. herbacea
Haworthia herbacea var. herbacea, una variedad de Haworthia herbacea, es una  planta suculenta perteneciente a la familia Xanthorrhoeaceae. Es originaria de Sudáfrica.

## Descripción
Es una planta suculenta perennifolia que alcanza un tamaño de 4 a 30 cm de altura. Se encuentra a una altitud de  500 - 1220 metros en Sudáfrica.

## Taxonomía
Haworthia herbacea var. herbacea con publicación desconocida.
Sinonimia
| - Aloe atrovirens DC. - Aloe bradlyana Jacq. - Aloe pallida (Haw.) Schult. & Schult.f. - Aloe translucens (Willd.) Sol. ex W.T.Aiton - Apicra atrovirens (DC.) Willd. - Apicra translucens Willd. - Catevala atroviridis Medik. - Catevala pallida (Haw.) Kuntze - Catevala papillosa (Haw.) Kuntze - Catevala translucens (Willd.) Kuntze - Haworthia aegrota Poelln. | - Haworthia arachnoidea var. translucens (Willd.) Halda - Haworthia atrovirens (DC.) Haw. - Haworthia luteorosea Uitewaal - Haworthia pallida Haw. - Haworthia papillosa Haw. - Haworthia papillosa var. semipapillosa Haw. - Haworthia pellucens Haw. - Haworthia submaculata Poelln. - Haworthia translucens (Willd.) Haw. - Haworthia translucens var. delicatula (A.Berger) Poelln. |